# Leonard Bernstein

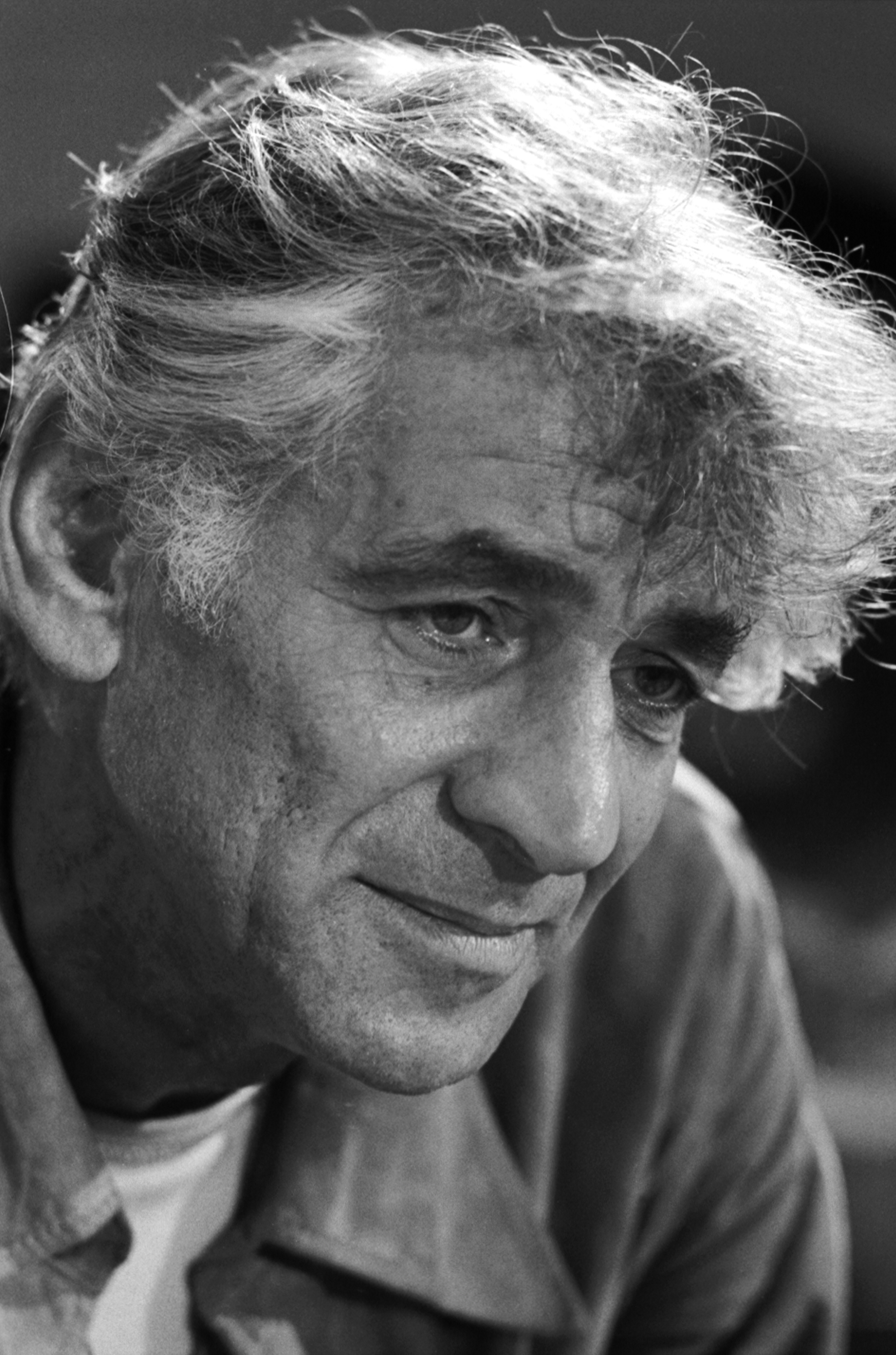
Leonard Bernstein (1971)

Leonard „Lenny“ Bernstein [ˈbɜːrnstaɪn] (* 25. August 1918 in Lawrence, Massachusetts als Louis Bernstein; † 14. Oktober 1990 in New York City) war ein US-amerikanischer Komponist, Dirigent und Pianist.
Zu Bernsteins erfolgreichsten Bühnenwerken gehören die Musicals On the Town (1944), Candide (1956, Neufassung 1974) und vor allem West Side Story (1957). Ebenfalls für den Broadway schrieb er das Musical Wonderful Town (1953). Die Verfilmungen von On the Town (mit Gene Kelly und Frank Sinatra) sowie West Side Story waren Welterfolge.

## Leben und Werk

### Herkunft und Jugend
Bernstein wurde 1918 in Massachusetts als Sohn von Jennie Resnick und Samuel Bernstein geboren. Seine Eltern waren jüdische Einwanderer aus dem ehemals polnischen und heute ukrainischen Riwne in Wolhynien. Als gelernter Talmudist schlug sich der Vater zunächst mit Hilfsarbeiten durch, gelangte jedoch mit der Gründung einer Kosmetikfirma gemeinsam mit seinem Onkel zu gewissem Wohlstand. Die häufigen arbeitsbedingten Umzüge seiner Familie wirkten sich negativ auf den Sohn aus; er galt als scheu und zurückgezogen. Als Jugendlicher kränkelte er häufig und litt an Asthma und Heuschnupfen.
Eine große Freude in seiner Kindheit waren die Gottesdienstbesuche mit seinen Eltern, da in den Synagogen Chorgesang und Orgelspiel zu hören waren. Seine ersten Klaviererfahrungen konnte Bernstein machen, als ein Klavier einer Tante in die eigene Wohnung gebracht wurde. Bernstein spielte so lange darauf herum, bis er mit elf Jahren von einer Nachbarin die ersten Klavierstunden erhielt. Ab Oktober 1932, mit vierzehn Jahren, erteilte ihm Helen G. Coates am Konservatorium Klavierunterricht.
Sehr frühzeitig stand deshalb sein Berufswunsch als Pianist fest, doch dies wurde zunächst von seinem Vater abgelehnt. Es kam zu heftigen Auseinandersetzungen mit finanziellen Konsequenzen. Da er sich jedoch als ein überdurchschnittlich guter Schüler bewährt hatte, durfte er nach dem allgemeinen Schulabschluss ein Musikstudium an der Harvard-Universität aufnehmen. Hier belegte er zusätzlich auch Vorlesungen in Philosophie, Ästhetik, Literatur- und Sprachwissenschaften. Seine fünfjährige Studienzeit bis Juni 1939 nannte er später die schönste Zeit seines Lebens.
Während seiner Studienzeit riet ihm der Dirigent Dimitri Mitropoulos, der ihn als „genius boy“ bezeichnete, sein Studium bei Fritz Reiner am Curtis Institute of Music in Philadelphia fortzusetzen. Auf diese Weise lernte er in Tanglewood den Dirigenten Sergei Kussewizki kennen und arbeitete dort mit ihm mehrere Jahre lang in den Sommerkursen.

### Werdegang
Seinen ersten öffentlichen Auftritt hatte Bernstein 1934 als Pianist mit dem Boston Public School Symphony Orchestra und dem Klavierkonzert von Edvard Grieg. Im Alter von 16 Jahren änderte er seinen Vornamen in Leonard, der bis dahin sein Spitzname gewesen war. Bei einer Tanzaufführung 1937 lernte er seinen lebenslangen Mentor und Freund Aaron Copland kennen. Sein erstes eigenes Konzert als Dirigent und Komponist gab er 1939 mit The Birds in Harvard.

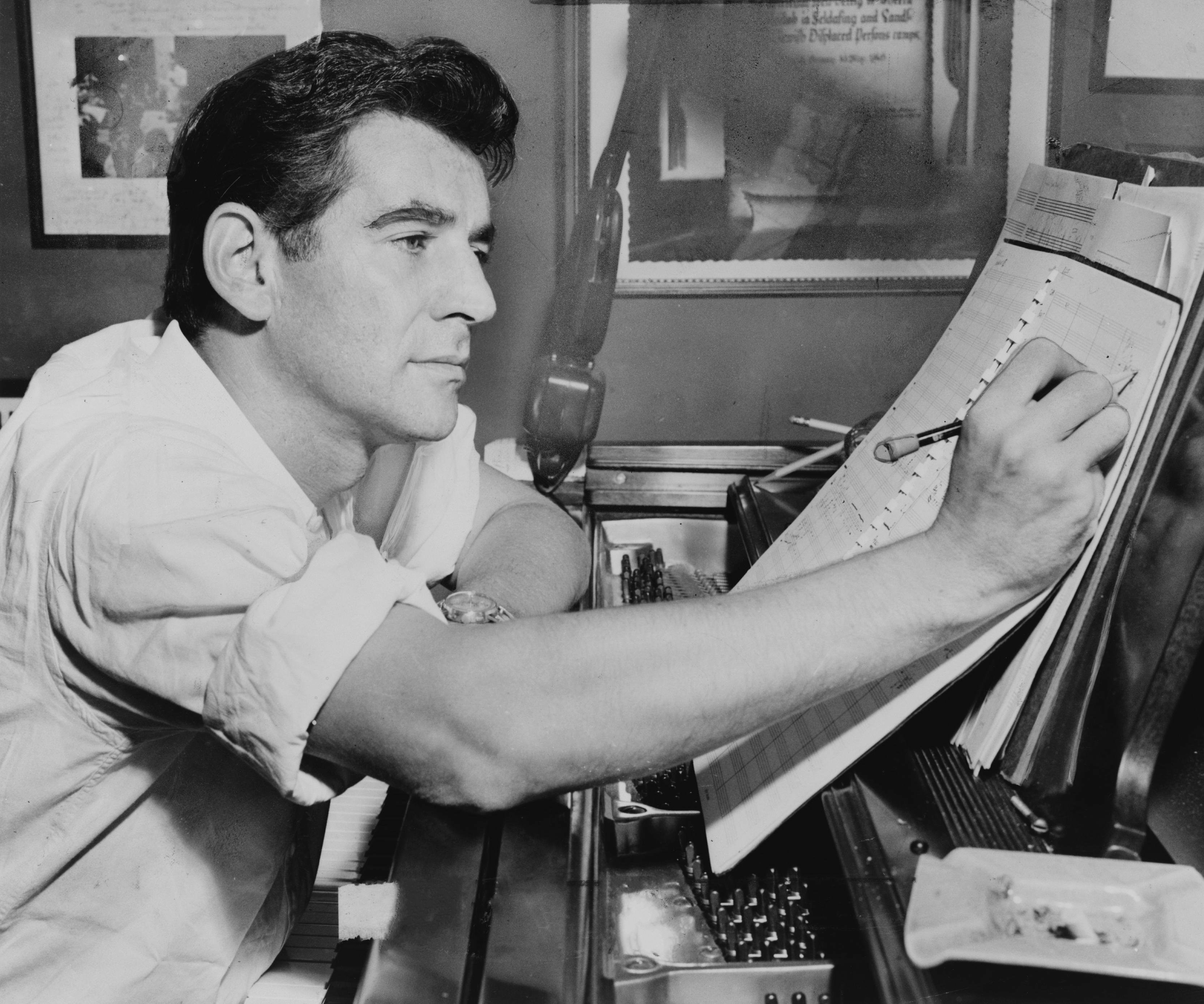
Leonard Bernstein am Klavier (1955)

Im Juli 1940 hatte er seinen ersten Auftritt als Dirigent einer Symphonie im neu eröffneten Berkshire Music Center vom Tanglewood Music Festival. Bereits 1943 wurde er Assistant Conductor (2. Dirigent) des New York Philharmonic Orchestra unter Artur Rodziński, der ihn in Tanglewood als Assistenten von Serge Koussevitzky erlebt hatte. Am 14. November 1943 konnte Bernstein seine Begabung unter Beweis stellen, als er kurzfristig für den erkrankten Bruno Walter in der Carnegie Hall einspringen musste. Die Aufführung von Schumanns Manfred-Ouvertüre und Strauss’ Don Quixote wurde über den Rundfunk landesweit übertragen und zu einem „spektakulären“ Auftakt seines Lebens in der Musikwelt.
Bernstein konnte bald zahlreiche Konzerte mit weltweit bekannten Orchestern dirigieren. Er war der erste US-amerikanische Musikdirektor des New York Philharmonic Orchestra (1958–1969) sowie regelmäßiger Gastdirigent der Wiener Philharmoniker und des Symphonieorchesters des Bayerischen Rundfunks bis zu seinem Tod 1990. Sein Repertoire umfasste klassische wie avantgardistische Werke; vor allem das Werk Gustav Mahlers fand seine Beachtung und Bewunderung.

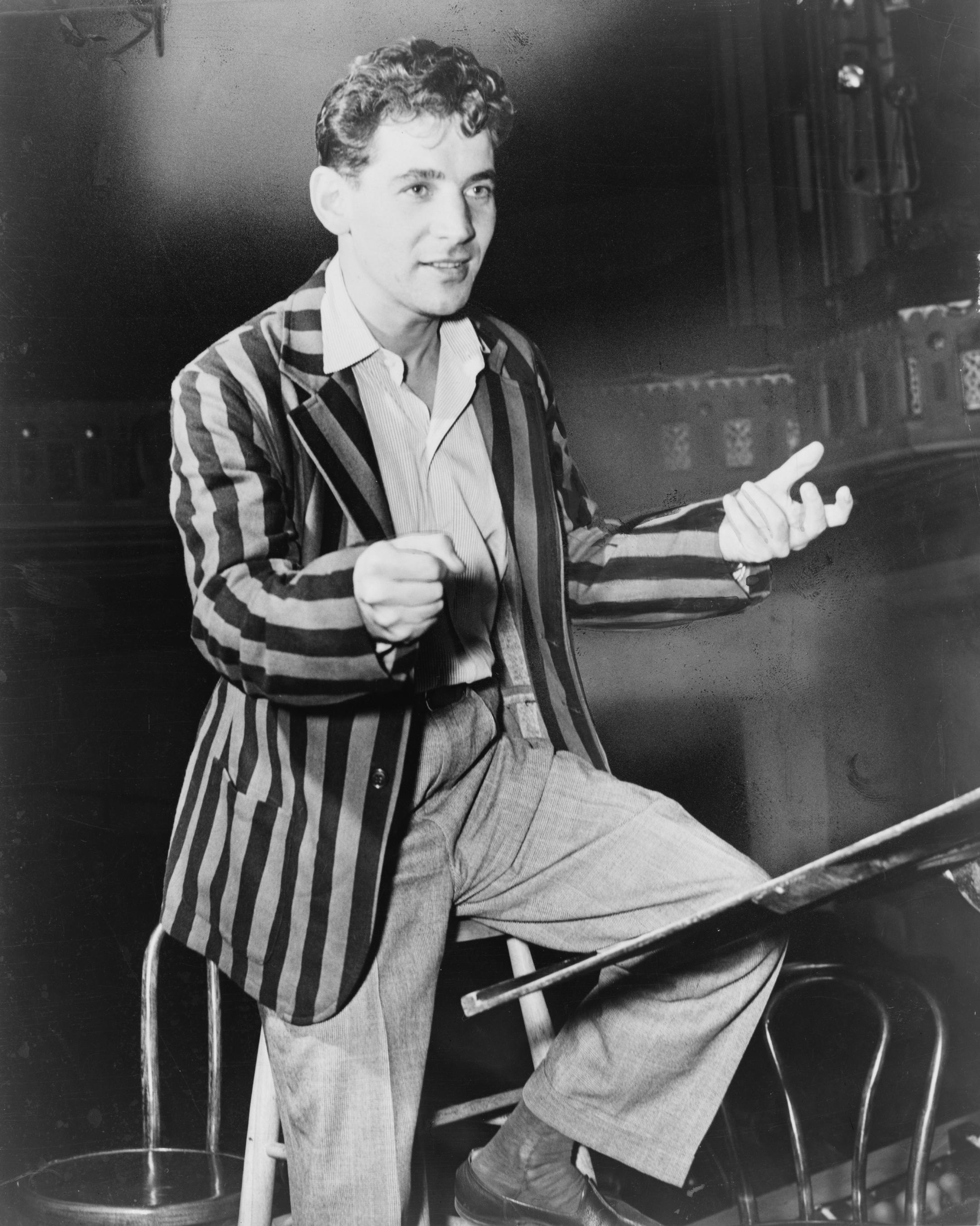
Leonard Bernstein (1945)

Angeregt durch sein jüdisches Erbe, schrieb Bernstein 1943 seine erste Sinfonie Jeremiah, die er seinem Vater widmete. Die Uraufführung von Jeremiah dirigierte er 1944 mit dem Pittsburgh Symphony Orchestra. Dafür erhielt er den New York Music Critics’ Award. Seine Symphony Nr. 2 The Age of Anxiety war eine Auftragsarbeit der Koussevitzky-Stiftung, die er diesem widmete („For Serge Koussevitzky, in tribute“). Die Premiere war 1949, mit dem Boston Symphony Orchestra unter Serge Koussevitzky und Bernstein am Klavier.
Seine Symphony Nr. 3 Kaddish, die er 1963 komponierte, wurde erstmals vom Israel Philharmonic Orchestra aufgeführt. Kaddish hat Bernstein dem Andenken John F. Kennedys gewidmet („To the Beloved Memory of John F. Kennedy“). Es folgten die Chichester Psalms (1965), ein dreiteiliges Chorwerk, bezogen auf hebräische Psalmentexte. Sein Musiktheater-Werk Mass (Messe), ein Theaterstück für Sänger, Schauspieler und Tänzer – so der Untertitel des Werks –, kam 1971 in Washington zur Uraufführung. Es war ein Auftragswerk für die Eröffnung des John F. Kennedy Center for the Performing Arts in Washington.
Bernsteins Einakter-Oper Trouble in Tahiti (Premiere 1952) geriet für eine Oper zu kurz, sodass er sie als Szene 2 und 4 im zweiten Akt seiner neuen Oper A Quiet Place einbaute. Die Uraufführung von A Quiet Place war am 17. Juni 1983 in der Houston Grand Opera, Houston.
Das Musical 1600 Pennsylvania Avenue benannte er nach der Adresse des Weißen Hauses in Washington, wo auch die Handlung spielt. Es sollte eine künstlerische Antwort auf die Nixon-Ära und Watergate-Affäre sein. Es war ein Versuch, Amerikas „Patriotismus in seiner Bigotterie aufzuzeigen, mit dem Hinweis, dass die (Rassen-)Freiheit noch nicht überall angekommen war“. Doch das Musikdrama konnte für das damalige Publikum nicht überzeugend genug die Gegensätze zwischen dem Alltag der Präsidenten, ihrer First Ladies und dem Leben deren schwarzer Dienerschaft darstellen.
Bernstein hatte vier Jahre (1972–1976) an dem Werk gearbeitet und schrieb dafür mehr Musik als für jede andere Komposition (Libretto: Alan Jay Lerner). Die Voraufführung in Philadelphia war ein Misserfolg, und zudem wurde er als „Rassist“ beschimpft. Auch die Aufführung in New York musste bereits nach einer Woche abgesetzt werden. Der einzige Hit des Musicals war Take Care of This House, ein Chor, der zu Präsident Jimmy Carters Amtseinführungs-Gala im Januar 1977 vorgetragen wurde. Später stellte Bernstein dann aus verschiedenen Szenen des Musicals A White House Cantata zusammen. Bernsteins Erben wollen das Musical wieder aufleben lassen, da nach Meinung der Tochter die Zeit damals noch nicht reif dafür gewesen war.
Seine Fernsehreihe Young People’s Concerts (Konzerte für junge Leute) mit dem New York Philharmonic Orchestra waren einflussreiche Beiträge zur musikalischen Bildung. Zwischen 1958 und 1972 leitete Bernstein (mit einigen Unterbrechungen) insgesamt 53 Konzerte. Mit seinem Charisma, seiner großen Sprachbegabung und seinem Humor konnte er gleichermaßen Kinder wie Erwachsene fesseln. Mit Werken der klassischen Musik erläuterte er Grundbegriffe wie etwa Tonart, Melodie, Modi und Impressionismus oder stellte Komponisten und Werke vor (Gustav Mahler, Beethovens Fidelio, Sibelius). Mit ähnlicher Absicht hatte er schon von 1954 bis 1958 in seinen Beiträgen für die amerikanische Fernsehserie Omnibus, in der er ebenfalls musikalische Werke und Themen vorgestellt hatte, agiert.
In New York stand er der Jury der Dimitri Mitropoulos International Music Competition vor. 1990 initiierte er das Pacific Music Festival. 1973 hielt er auf Einladung der Harvard-Universität die sechsteilige Vorlesungsreihe The Unanswered Question, in der er über die Grundlagen der Musik in Analogie zur linguistischen Forschung Noam Chomskys sprach. Der Titel war eine Anspielung auf das gleichnamige Werk des US-amerikanischen Komponisten Charles Ives.

### Deutschland
Leonard Bernstein dirigierte bereits 1948 sein erstes Konzert in Deutschland. Viele amerikanische Künstler und Musiker wie Artur Rubinstein oder Isaac Stern boykottierten ab der Reichspogromnacht 1938 Auftritte in Deutschland. Bernstein leitete im Alter von 29 Jahren auf Einladung von Generalmusikdirektor Georg Solti als erster US-amerikanischer Dirigent nach dem Zweiten Weltkrieg das Bayerische Staatsorchester im Prinzregententheater in München. Er leitete eine Sinfonie von Roy Harris, die C-Dur-Sinfonie von Schumann sowie vom Klavier aus das Klavierkonzert von Maurice Ravel.
Bereits nach kurzer Zeit hatte er das Orchester, das ihm gegenüber anfangs voreingenommen war, von sich überzeugt, so dass Bernstein das Konzert in einem Brief an Helen Coates als „vollen Erfolg“ bezeichnete. Einen Tag später, am 10. Mai 1948, spielte der jüdisch-amerikanische Dirigent mit 20 Holocaust-Überlebenden und 10.000 Lagerinsassen im Publikum in den ehemaligen Konzentrationslagern Feldafing (DP-Lager Feldafing) und Landsberg.
Bei einer sechswöchigen Tournee des New York Philharmonic Orchestra durch 13 Länder leitete er 1959 auf dem Höhepunkt des Kalten Krieges auch Konzerte in der Sowjetunion sowie in Frankreich, Norwegen, Italien und Deutschland. Am 1. Oktober 1959 dirigierte Bernstein zum ersten Mal im Rahmen der Berliner Festwochen in Berlin und leitete unter anderem die Ouvertüre Le carnaval romain von Berlioz sowie das Klavierkonzert Nr. 17 in G-Dur von Mozart, das er vom Flügel aus leitete. Dieses Konzert wird als Beginn einer bis an sein Lebensende bestehenden freundschaftlichen Verbundenheit mit Berlin gewertet.
Im Januar 1971 vereinbarte Bernstein mit der deutschen Filmproduktionsfirma Unitel, dass diese nahezu alle seine zukünftigen Dirigate aufnehmen sollte. Zwischen den 1970er und 1990er Jahren wurden von Unitel fast 200 Musikfilme produziert, darunter Sinfonien von Mahler, Brahms, Beethoven, Schumann sowie Kompositionen von Haydn und Mozart.

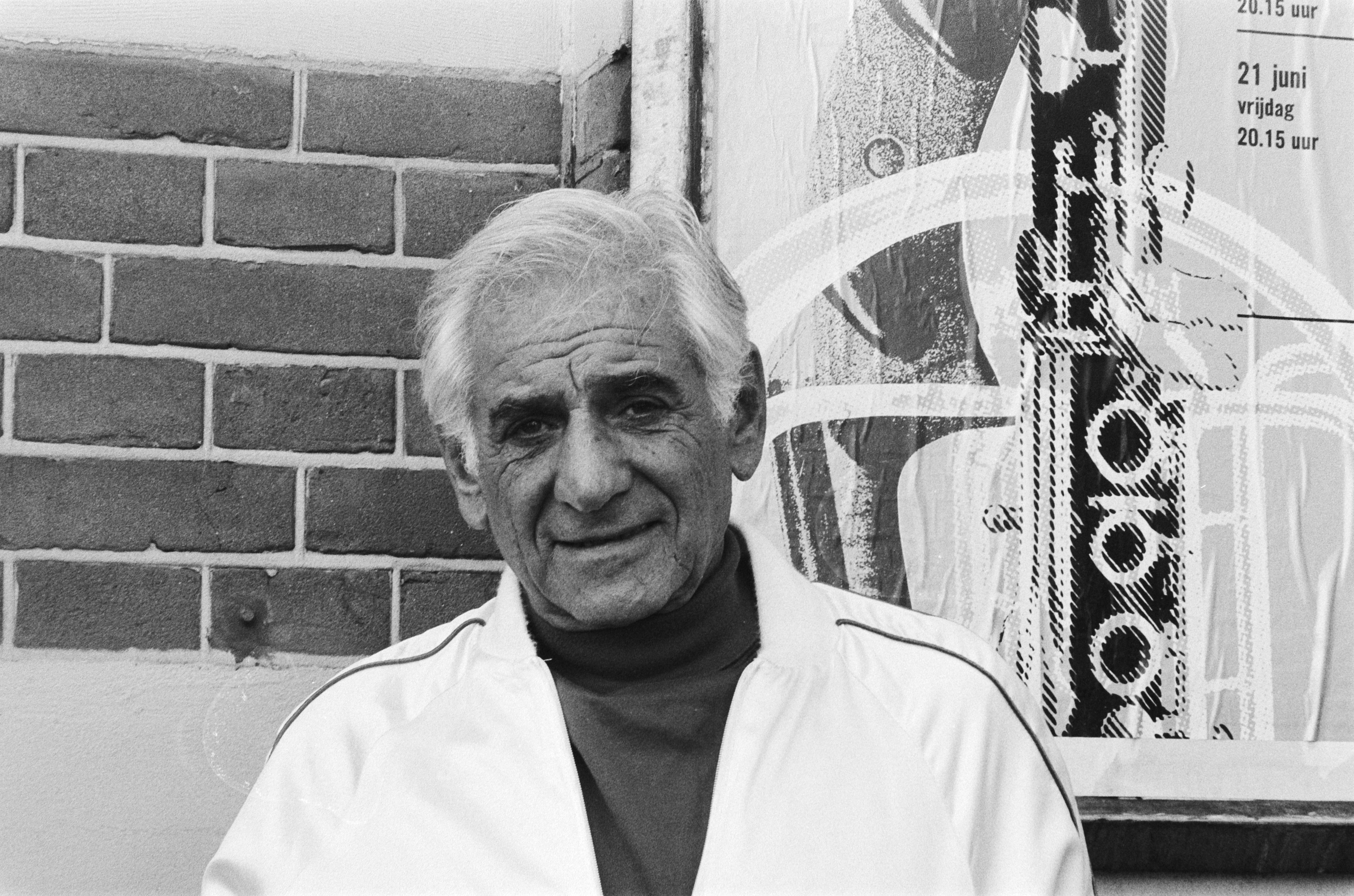
Leonard Bernstein (1985)

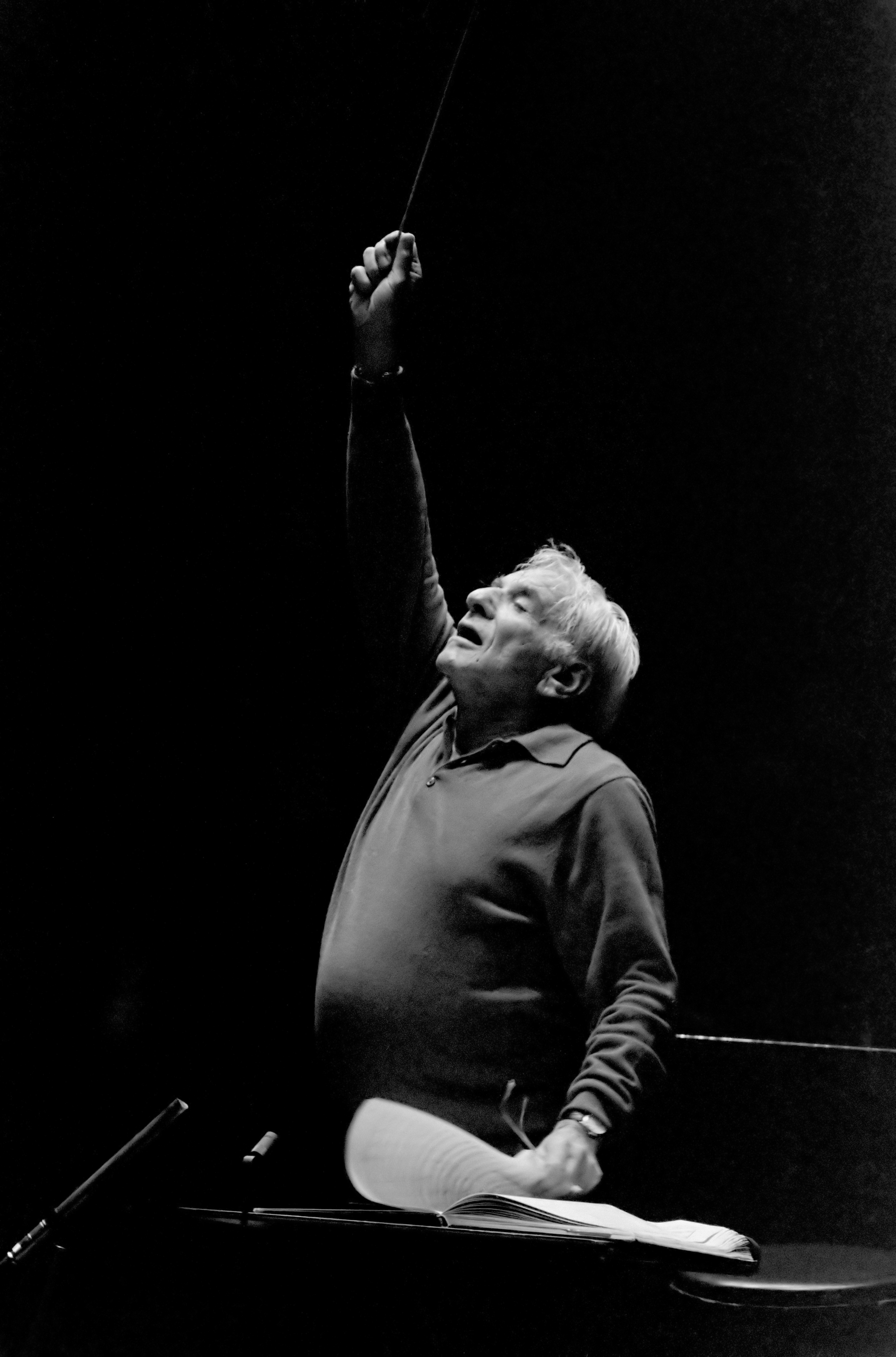
Leonard Bernstein (1987)

1981 leitete Bernstein das Symphonieorchester des Bayerischen Rundfunks und dirigierte Wagners Tristan und Isolde in Münchens Herkulessaal; Gesangssolisten waren unter anderen Hildegard Behrens und Peter Hofmann. Bernstein hielt Tristan und Isolde für ein zentrales Werk der Musikgeschichte und fügte hinzu, dass er viel Zeit seines Lebens damit verbracht habe, dieses auf Deutsch zu lesen und sich mit ihm auseinanderzusetzen. Die Aufnahmen des Musikdramas wurden im Januar, Mai und November 1981 jeweils separat als Konzert aufgenommen und im Fernsehen ausgestrahlt sowie später als Audioaufnahme bei Philips veröffentlicht. Karl Böhm, der als einer der bekanntesten Wagnerkenner gilt und selbst Tristan und Isolde dirigiert hatte, meinte zu Bernsteins deutlich langsamerer Interpretation des Dramas, dass dieses so gespielt worden sei, als ob es Wagner dirigiert hätte.
Ebenfalls 1981 vertonte Bernstein einen Text von Günter Kunert für eine Olympische Hymne anlässlich eines Kongresses des Internationalen Olympischen Komitees (IOC) in Baden-Baden. Bernsteins Hymne eröffnete den Kongress am 23. September 1981 mit dem Jugendchor Baden-Baden und dem Sinfonieorchester des Südwestfunks Baden-Baden. Dirigiert wurde die Hymne von David Shallon.
1987 gründete er gemeinsam mit Justus Frantz die internationale Orchesterakademie des Schleswig-Holstein Musik Festivals (SHMF). Damit wollte er jungen talentierten Nachwuchsmusikern die Möglichkeit geben, von international anerkannten Künstlern zu lernen. Dieses Klassik-Festival war ein Jahr zuvor von Frantz ins Leben gerufen worden und findet alljährlich zwischen Juni und August in Norddeutschland statt. Bernstein war seitdem auch an der allgemeinen Planung des Festivals beteiligt.
Als eine seiner letzten Produktionen dirigierte Bernstein am 23. und 25. Dezember 1989 auf eine spontane Einladung von Frantz hin in Berlin Beethovens 9. Sinfonie (in der Philharmonie und im Schauspielhaus). Das Schauspielhaus Berlin, das im Zweiten Weltkrieg nahezu komplett zerstört und später aufwändig wiederhergestellt worden war, lag nur wenige hundert Meter von der ehemaligen Grenze am Checkpoint Charlie entfernt. Bernstein ließ für diesen besonderen Anlass Musiker aus West- und Ostdeutschland sowie aus den vier Besatzungsmächten Amerika (New York Philharmonic Orchestra), Sowjetunion (Kirow Theatre Orchestra aus Leningrad), Frankreich (Orchestre de Paris) und Großbritannien (London Symphony Orchestra) gemeinsam auftreten.
Für die Feierlichkeiten anlässlich des Falls der Berliner Mauer ließ Bernstein im vierten Satz „Freiheit“ statt „Freude“ singen. Damit machte er aus der Ode an die Freude eine Ode an die Freiheit. „Ich bin sicher, Beethoven würde uns zustimmen“, so Bernstein. Das Konzert wurde in über 20 Ländern im Fernsehen übertragen; sein Biograph Humphrey Burton kommentierte für CBS, die ganze Welt beobachte die Euphorie Berlins, und Bernstein stelle als amerikanischer Jude das Herz der Feierlichkeiten dar.
Er hat in Köln den deutschen Dirigenten Markus Stenz ausgebildet.

### Österreich

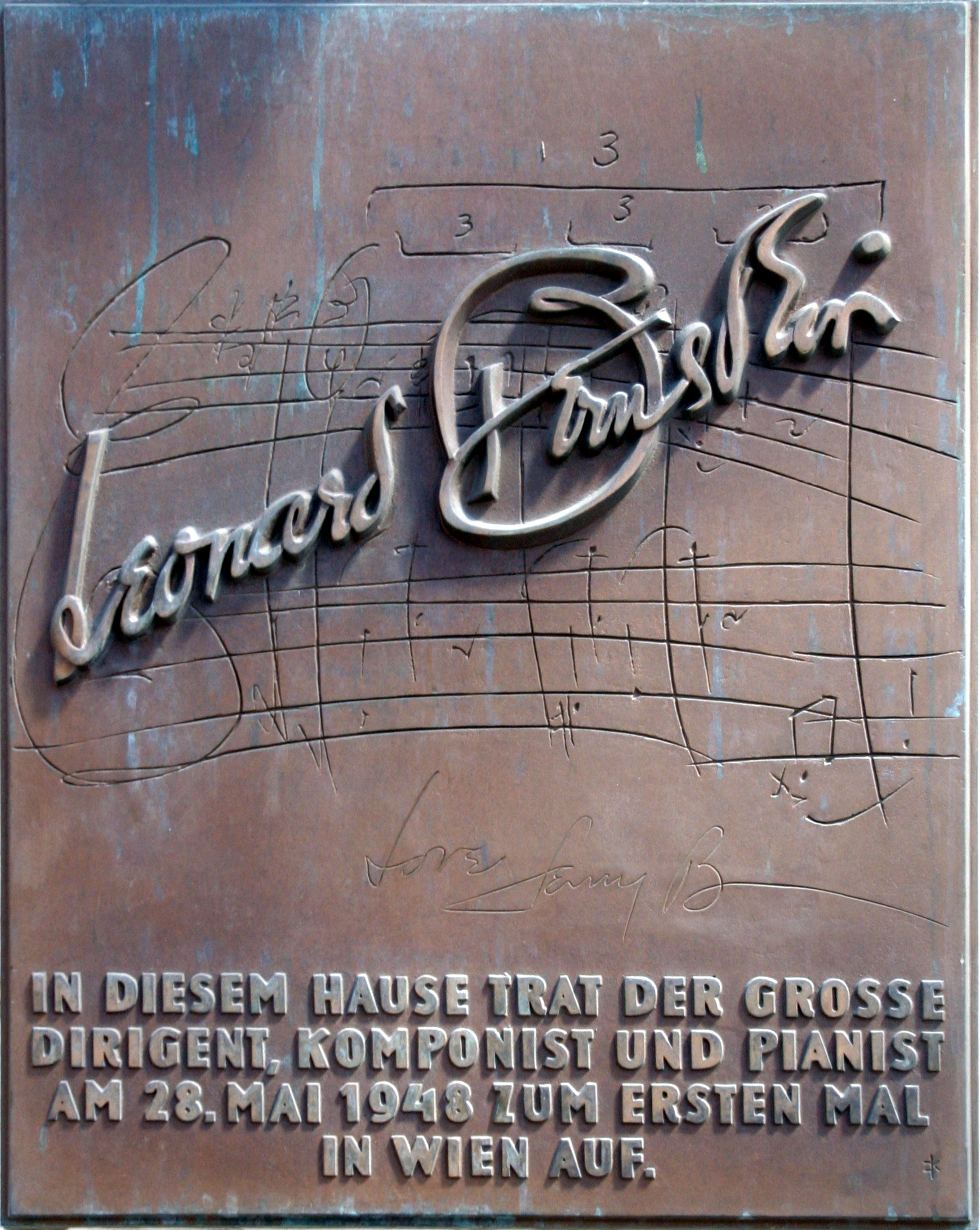
Gedenktafel am Wiener Konzerthaus

Im April 1963 fand im großen Sendesaal des Funkhauses Wien die erste Aufführung von Leonard Bernsteins Musical Candide in deutscher Sprache statt. In der Rundfunkbearbeitung und Regie von Marcel Prawy mit dem Orchester und Chor des ORF unter der musikalischen Leitung von Samuel Krachmalnick lasen unter anderen die Burgschauspielerin Blanche Aubry und der Burgschauspieler Heinrich Schweiger Voltaires Novelle; es sangen Mimi Coertse und Rudolf Christ.
1959 trat Bernstein erstmals bei den Salzburger Festspielen auf, 1966 debütierte er an der Wiener Staatsoper mit Falstaff, in den folgenden Jahren leitete er hier Aufführungen von Der Rosenkavalier und Fidelio. Im Rahmen dieses Aufenthalts in Wien nahm er außerdem eine Oper für Columbia Records sowie sein erstes Konzert mit den Wiener Philharmonikern auf. Er dirigierte Mahlers Das Lied von der Erde mit Dietrich Fischer-Dieskau und James King. 
Dieser sowie weitere Auftritte Bernsteins mit den Wiener Philharmonikern hatte die Bindung zwischen Bernstein und dem Orchester gefördert und intensiviert. Bernstein dirigierte von 1967 bis 1976 sämtliche Sinfonien von Mahler, die alle von Unitel Classica aufgezeichnet wurden. 1970 hatte Bernstein anlässlich Beethovens 200. Geburtstag ein 90-minütiges Programm in und um Wien drehen lassen. 1978 kehrte Bernstein noch einmal nach Wien zurück, um an der Wiener Staatsoper Otto Schenks Fidelio-Inszenierung neu zu beleben.
Zeitlebens bestand eine freundschaftliche Rivalität zu Herbert von Karajan, so leitete Bernstein auch im Herbst 1989 die Gedenkstunde für Herbert von Karajan im Wiener Musikverein. Bernstein war bereits für das Dirigat des Neujahrskonzerts der Wiener Philharmoniker 1992 vorgesehen, dem jedoch sein Tod zuvorkam.

### Abschied und Tod

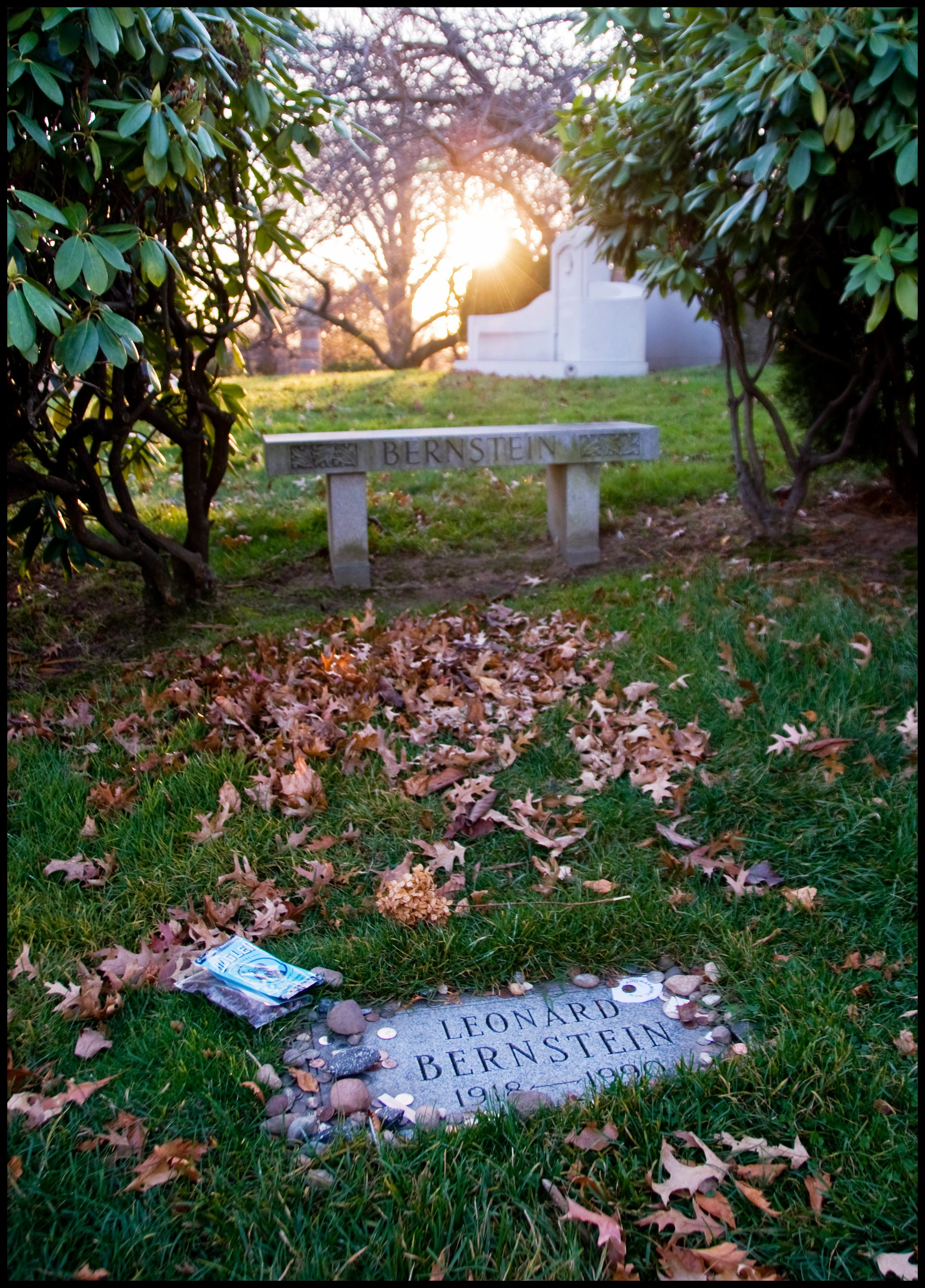
Grab von Leonard Bernstein auf dem Green-Wood Cemetery in Brooklyn, NYC,

Seine letzte große Konzertreise führte ihn 1990 durch Japan; er musste sie aus gesundheitlichen Gründen vorzeitig abbrechen. Gesundheitlich sichtlich angeschlagen, dirigierte Bernstein am 19. August 1990 das Boston Symphony Orchestra in Tanglewood. Diese Aufnahme der Four Sea Interludes von Benjamin Britten und der 7. Sinfonie in A-Dur von Beethoven wird als sein Final Concert bezeichnet.
Diese 7. Sinfonie enthält auch einen Trauermarsch, der im Nachhinein fast eine symbolische Bedeutung dadurch gewann, weil Bernstein während des Konzerts einen Schwächeanfall erlitt. Er dirigierte mit enormer Kraftanstrengung noch die letzten Takte und verabschiedete sich mit den Worten „It’s over“. Im Oktober gab er bekannt, dass er wegen seiner angeschlagenen Gesundheit nicht mehr dirigieren und sich nur noch dem Komponieren widmen werde.
Am 14. Oktober 1990 starb Bernstein, zeit seines Lebens Kettenraucher, 72-jährig an akutem Herzversagen infolge eines Lungenemphysems und einer Krebserkrankung. Seine Freunde legten ihm einen Taktstock, ein Stück Bernstein und die Partitur von Gustav Mahlers 5. Sinfonie mit in den Sarg, weil er gerade diese so meisterhaft beherrscht hatte. Das Grab befindet sich auf dem Green-Wood Cemetery in Brooklyn, New York City.
Aus Anlass seines 100. Geburtstages am 25. August 2018 fanden weltweit Veranstaltungen statt. Insgesamt wurden in den Tagen um den Jahrestag 2000 Termine zur Würdigung Bernsteins gezählt.

## Privatleben
Bernstein heiratete am 9. September 1951 die aus Chile stammende Schauspielerin Felicia Cohn Montealegre, sie bekamen drei Kinder: Jamie Anne Maria (* 1952), Alexander Serge Leonard (* 7. Juli 1955) und Nina Maria Felicia (* 28. Februar 1962). Später ging er auch homosexuelle Beziehungen ein, darunter mit Tom Cothran (1947–1987), dem Leiter eines klassischen Radiosenders in San Francisco, den er 1971 kennenlernte, sowie mit Justus Frantz und Chris Barnes, einem Flugbegleiter. 
Wegen der zunehmenden Konflikte, die daraus für Bernsteins Ehe erwuchsen, beschloss das Paar im Juli 1976 auf der Feier zu Alexanders 21. Geburtstag, sich zu trennen. Bernstein zog daraufhin mit Cothran zunächst nach Kalifornien. Nachdem bei seiner Frau Lungenkrebs diagnostiziert worden war, kehrte Bernstein jedoch 1977 zu ihr zurück und blieb bis zu ihrem Tod im Juni 1978 bei ihr. 1987 starb auch Bernsteins langjähriger Partner Tom Cothran an AIDS.
Auf einer Geburtstagsfeier Aaron Coplands im November 1979 nannte Bernstein ihn in seiner öffentlichen Grußansprache „meinen ersten Freund in New York, meinen Meister, mein Vorbild, meinen Weisen, meinen Therapeuten, meinen Führer, meinen Berater, meinen älteren Bruder, meinen geliebten Freund“. 
Bernstein war unter anderen Loki und Helmut Schmidt freundschaftlich verbunden.

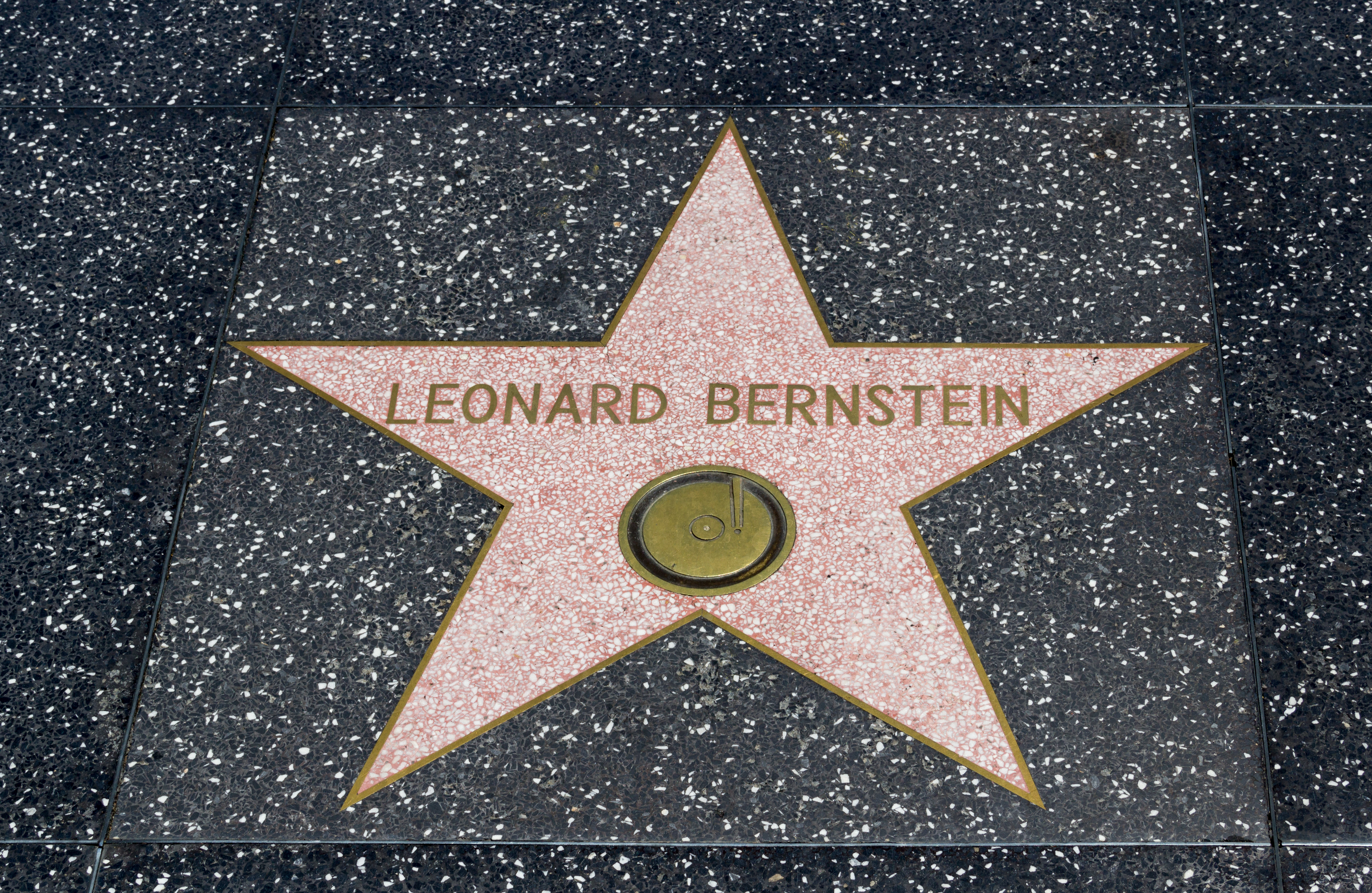
Leonard Bernsteins Stern auf dem Hollywood Walk of Fame.

## Preise und Ehrungen (Auswahl)
- 1951 wurde Bernstein in die American Academy of Arts and Sciences gewählt.
- 1961 Wahl in die American Academy of Arts and Letters.[35]
- 1965 erhielt Bernstein den internationalen Léonie-Sonning-Musikpreis.
- 1970 bekam Bernstein das Große Goldene Ehrenzeichen für Verdienste um die Republik Österreich.[36]
- 1976 Österreichisches Ehrenzeichen für Wissenschaft und Kunst
- 1981 erhielt er die Ehrendoktorwürde der Hebräischen Universität Jerusalem.
- 1981/82 erhielt er den italienischen Kritikerpreis Premio Abbiati.
- 1982 bekam er den Ehrenring der Stadt Wien.
- 1985 wurde er für sein Lebenswerk mit dem Grammy Award ausgezeichnet.
- 1987 wurde ihm der Ernst von Siemens Musikpreis verliehen.
- 1988 bekam er den Brahms-Preis der Brahms-Gesellschaft Schleswig-Holstein in Heide.[37]
- Er gewann insgesamt elf Emmy Awards.
- Bernstein war Träger des „Großen Sterns der Völkerfreundschaft“ der DDR (26. Dezember 1989).

## Werke

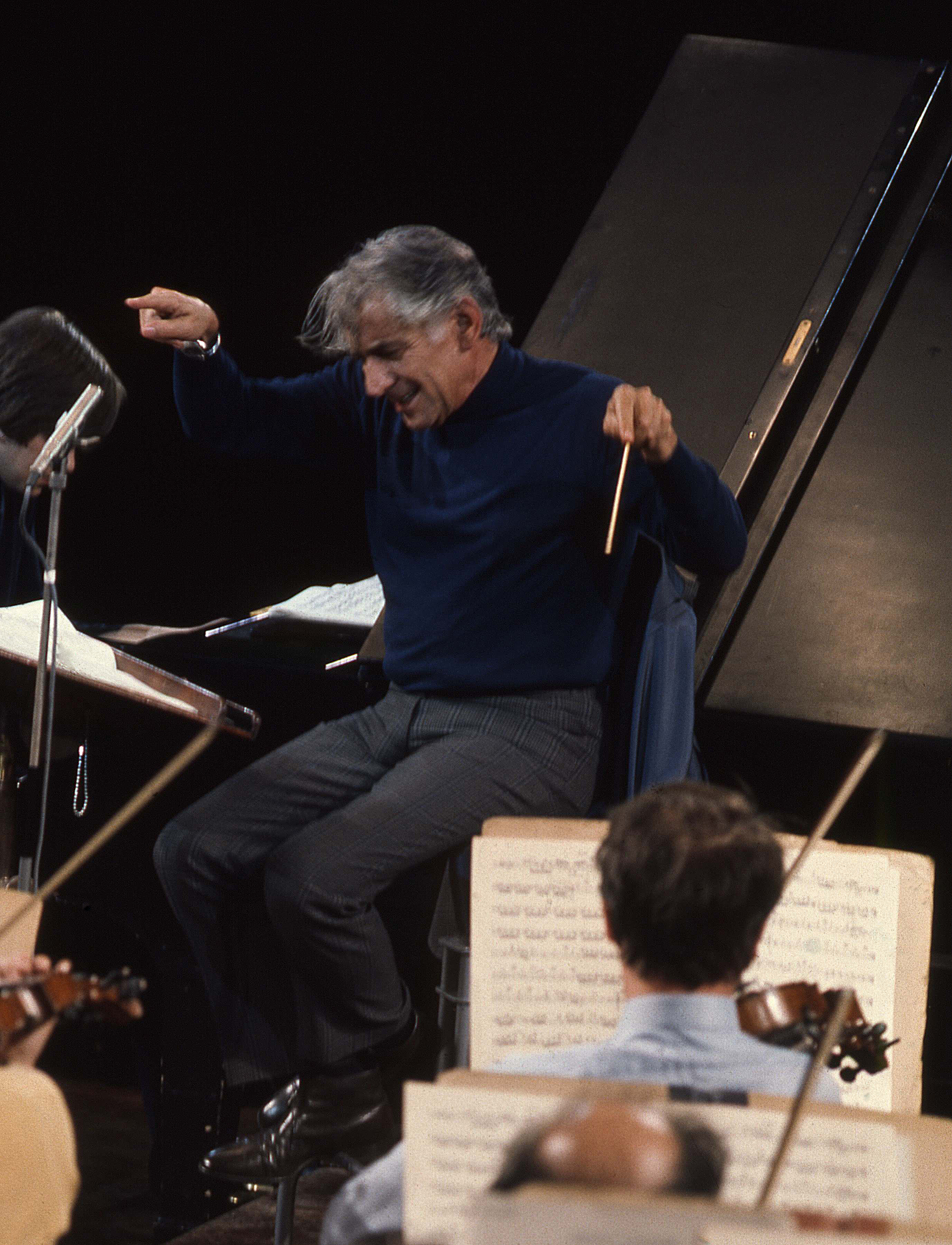
Leonard Bernstein bei der Orchesterprobe in der Albert Hall, 1973

### Orchesterwerke
- Sinfonien
  - 1. Sinfonie Jeremiah
  - 2. Sinfonie The Age of Anxiety
  - 3. Sinfonie Kaddish (mit Soli und Chor)
- Chichester Psalms (1965) (mit Soli und Chor)
- Fancy Free
- Dybbuk, Suite für Orchester
- Slava: Eine politische Ouvertüre
- Serenade über Platons Symposium
- Divertimento for Orchestra (Auftragswerk für das Boston Symphony Orchestra, 1980)
- Halil (Nocturne für Soloflöte, Streichorchester und Schlagwerk)
- Prelude, Fugue and Riffs für Soloklarinette und Jazzensemble (1949)[38]
- Gershwin: An American in Paris (1959, mit New York Philharmonic Orchestra, US: Gold)[39]

### Bühnenwerke
- Trouble in Tahiti (1952)
- Candide. Buch: Lillian Hellman nach Candide oder der Optimismus von Voltaire, UA: 1956, als „komische Operette“, Neufassung 1974 als „Musical“
- A Quiet Place (1984; beinhaltet „Trouble in Tahiti“ als Rückblende)

### Musicals
- On the Town (1944)
- Wonderful Town (1953)
- Candide (1956, revidiert 1989)
- West Side Story (1957, UK: Silber)
- 1600 Pennsylvania Avenue (1976)

### Kammermusik
- Klaviertrio (1937)
- Klarinettensonate (1941/1942)
- Brass music (1959)

### Klaviermusik
- Sonate (1938)
- Touches – Chorale, Eight Variations and Coda (1983)
- mehrere Miniaturen genannt Anniversaries

### Filmmusik
- Die Faust im Nacken (On the Waterfront) (1954)

### Andere Werke
- Mass
- Lieder: Peter Pan
- Lied in: The Madwoman of Central Park West
- Liederzyklus: I Hate Music
- Liederzyklus: La bonne cuisine (gesungene Kochrezepte)
- Elegy for Mippy II für Soloposaune
- Songfest

### Bücher
- The Joy of Music (deutsch: Freude an der Musik)
- Young People’s Concerts. Deutsche Ausgabe: Konzert für junge Leute. Die Welt der Musik in 15 Kapiteln. Omnibus, München 2007, ISBN 978-3-570-21827-3.
- The Infinite Variety of Music. 1967, 5 Fernsehmanuskripte, 4 Symphonie-Analysen (deutsch: Von der unendlichen Vielfalt der Musik, 1975)
- The Unanswered Question. 1976, 6 Harvard-Vorlesungen, (deutsch: Musik – die offene Frage, 1982)
- Findings. 1982, 42 kürzere Texte 1935–73, (deutsch: Erkenntnisse, 1990)

## Filme

### Dokumentarfilme
- Leonard Bernstein: Reflections. Dokumentarfilm, USA, 1978, 52 Min., Buch und Regie: Peter Rosen, Produktion: Peter Rosen Productions, DVD-Ausgabe: 2009, deutsche Erstsendung: 16. März 2010 bei 3sat, Inhaltsangabe von ARD, Vorschau, 3:08 Min. Gespräch mit Bernstein in dessen Wohnung am Central Park, ergänzt mit Proben- und Konzertaufnahmen in der Carnegie Hall und in Tel Aviv.
- Leonard Bernstein Conducts West Side Story. (Alternativtitel: Leonard Bernstein: The Making of „West Side Story“.) Großbritannien, Deutschland, 1985, 89 Min., Produktion: BBC, Unitel, Inhaltsangabe von ARD. Dokumentarfilm über Leonard Bernsteins erste eigene Tonträger-Einspielung der West Side Story mit Kiri Te Kanawa als Maria, José Carreras als Tony und Tatiana Troyanos als Anita, online-Video.
- Bernstein Story. Dokumentarfilm, Deutschland, 2015, 45:00 Min., Buch und Regie: Georg Wübbolt, Produktion: Bernhard Fleischer Moving Images, 3sat, ZDF, Erstsendung: 10. Oktober 2015 bei 3sat, Inhaltsangabe von 3sat und von ARD.
- Leonard Bernstein – Das zerrissene Genie. Dokumentarfilm, Deutschland, 2018, 52:38 Min., Buch und Regie: Thomas von Steinaecker, Produktion: 3B-Produktion, SRF, Unitel, ZDF, arte, Erstsendung: 19. August 2018 bei arte.
- West Side Story – Bernsteins Broadway Hit. Deutschland, 2018, 52 Min., Dokumentarfilm von Axel Fuhrmann für NDR und Arte über die Entstehung des Musicals „West Side Story“.

### Spielfilme
- Maestro (2023), mit Bradley Cooper als Leonard Bernstein